# Amphipoea brunnea-albo
Amphipoea brunnea-albo är en fjärilsart som beskrevs av Heydemann 1931. Amphipoea brunnea-albo ingår i släktet Amphipoea och familjen nattflyn. Inga underarter finns listade i Catalogue of Life.